# سچیولتزه
سچیولتزه (به ایتالیایی: Sciolze) یک کومونه در ایتالیا است که در استان تورین واقع شده‌است. سچیولتزه ۱۱٫۳ کیلومتر مربع مساحت و ۱٬۴۶۶ نفر جمعیت دارد و ۴۳۶ متر بالاتر از سطح دریا واقع شده‌است.